# Movimiento Muttahida Qaumi - Londres
El Movimiento Muttahida Qaumi (en urdu: متحدہ قومی موومنٹ‎, romanizado: Muttaḥidah Qọ̄mī Mūwmaṅṫ; en inglés: Muttahida Qaumi Movement; MQM), anteriormente conocido como Movimiento Mojayir Qaumi, es un partido político secularista de Pakistán, fundado por Altaf Huseín en 1984. Actualmente, el partido está dividido en dos facciones principales: la facción MQM-Londres, controlada por Altaf Huseín desde Londres, mientras que la facción MQM-Pakistán, dirigida por Khalid Maqbool Siddiqui, con sede en Pakistán. Su símbolo electoral fue una cometa.
Fue fundada como una organización estudiantil, la Organización Estudiantil Mojayir de Todo Pakistán (en inglés: All Pakistan Muhajir Student Organization; APMSO), en 1978 por Altaf Hussain. La APMSO dio origen al Movimiento Mojayir Qaumi en 1984. En 1997, el MQM eliminó el término «Mojayir» (que denotaba las raíces del partido entre la comunidad urduhablante del país) de su nombre y lo reemplazó por «Muttahida» ("Unidos"). El MQM es conocido generalmente como un partido que en su día tuvo un fuerte potencial de movilización en Karachi, habiendo sido tradicionalmente la fuerza política dominante en la ciudad.
El partido ha mantenido su influencia sobre el Gobierno de Pakistán como socio clave de la coalición desde finales de la década de 1980 (1988-1990, 1990-1992, 2002-2007, 2008-2013). Sin embargo, en 2015, los parlamentarios del MQM dimitieron de la Asamblea Nacional, el Senado y la Asamblea Provincial de Sind en protesta por la represión a los partidarios del partido.
En agosto de 2016, tras el discurso de Altaf Huseín del 22 de agosto, el partido fue reprimido militarmente. Nine Zero, la sede del partido en Karachi, fue clausurada; los líderes del partido, incluido Farooq Sattar, fueron arrestados; y la mayoría de los parlamentarios electos del MQM se vieron obligados a desvincularse de Altaf Huseín. El MQM expulsó a Farooq Sattar de su afiliación al partido por infringir las normas del partido, y este formó su propia facción.